# Aaron McEneff
Aaron McEneff (* 9. Juli 1995 in Derry) ist ein nordirischer Fußballspieler, der bei Perth Glory in der A-League unter Vertrag steht.

## Karriere

### Verein
Aaron McEneff wurde in Derry geboren und besuchte das St. Columb’s College. McEneff begann seine Karriere beim Institute FC in Derry, bevor er nach einem Probetraining im Juli 2012 nach England zu Tottenham Hotspur wechselte. Zwei Jahre später erhielt er einen einjährigen Profivertrag, obwohl er zu dieser Zeit an einer langfristigen Knieverletzung litt, die dazu führte, dass er zu Beginn der Saison 2014/15 vier Monate verpasste. Der auslaufende Vertrag wurde nach seiner Rückkehr jedoch nicht verlängert und er verließ im Juni 2015 den Verein aus London.
Am 30. Juli 2015 kehrte er in seine Heimatstadt zurück, nachdem er einen Vertrag über 18-Monate bei Derry City unterschrieben hatte. Der nordirische Verein nahm am Spielbetrieb in Irland teil. McEneff gab sein Ligadebüt für Derry bei einer 0:2-Heimniederlage gegen den Dundalk FC am 14. August 2015. Er beendete die Saison mit neun Ligaspielen, in denen er ohne eigenes Tor blieb. Ab der Saison  2016 war er Stammspieler in der Mannschaft, als er in der League of Ireland in 29 Ligaspielen sechs Tore erzielen konnte. McEneff unterzeichnete im September 2016 eine Vertragsverlängerung um zwei Jahre. 2017 erzielte er neun Tore in 29 Ligaspielen und spielte auch in beiden Spielen der ersten Qualifikationsrunde der Europa League gegen Midtjylland. Die Saison 2018 endete mit dem Sieg im League of Ireland Cup gegen die Cobh Ramblers. Im Finale traf McEneff zum 3:1-Endstand. In der Liga traf der Mittelfeldspieler zum ersten Mal zweistellig, als er in 35 Partien zehnmal in das gegnerische Tor traf und damit bester Torjäger in Reihen von Derry war.
Nachdem sich das Vertragsende bei Derry andeutete unterschrieb McEneff im November 2018 bei den Shamrock Rovers. Der Vertrag beim irischen Rekordmeister und Rekordpokalsieger lief offiziell ab dem 1. Januar 2019. In seiner ersten Saison bei den Rovers verhalf er ihnen zu der Vizemeisterschaft in der Liga. Er war zudem Teil des Teams, das Dundalk im Elfmeterschießen des Finalspiels im irischen Pokal schlug. Im Jahr 2020 gewann McEneff mit den Rovers, den Meistertitel in der irischen Liga.
Am 1. Februar 2021, unterzeichnete McEneff einen Zweieinhalbjahresvertrag beim schottischen Zweitligisten Heart of Midlothian. Er gab sein Debüt vier Tage später, als er beim 1:0-Sieg gegen Ayr United für Armand Gnanduillet eingewechselt wurde. Sein erstes Tor für die „Hearts“ erzielte er am 9. April 2021 gegen Alloa Athletic bei einem 6:0-Sieg. Mit den Hearts errang McEneff die Zweitligameisterschaft und den Aufstieg in die Scottish Premiership.
Im Juli 2022 wechselte McEneff nach Australien zu Perth Glory.

### Nationalmannschaft
Aaron McEneff spielte zwischen 2012 und 2014 in der U19- und U21-Nationalmannschaft von Nordirland.